# ヤン・レンツマン

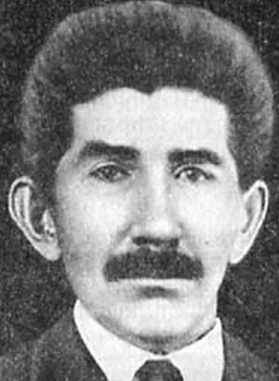
ヤン・レンツマン

ヤン・レンツマン（Ян Ленцман；1881年11月17日 - 1939年3月7日）は、ソ連共産党の活動家、ラトビア共産党の創設者。赤軍諜報部（GRUの前身）の指導者。ラトビア人。
ラトビア、エルガウ地区ミタフ郡ナウド郷の小作人の家庭に生まれる。1905年から、ラトゥイシュ（ラトビア）地方社会民主党中央委員会委員。1907年、ロシア社会民主労働党第5回会議代表。1908年初め、ラトゥイシュ地方社会民主党中央委員会議長として、ロシア社会民主労働党に入党。1908年～1911年、ロシア社会民主労働党バキン委員会委員、採油労働者連盟理事。1911年から、リガ委員会委員、1914年から、ラトゥイシュ地方社会民主党中央委員。
1917年、二月革命に参加し、ロシア社会民主労働党（ボリシェヴィキ党）第7回全露会議代表。同年5月、リガ委員会委員。第1期全露中央執行委員会委員。ボリシェヴィキ党第6回会議代表。1917年8月から1918年3月までリガで地下活動。1918年7月から、ヤロスラヴ軍事革命委員会議長となり、反ソ反乱の鎮圧を指揮。同年12月から、ラトビア・ソビエト政府副議長、内務委員。1919年～1921年、第15軍革命軍事会議議員、政治課長。ウラジーミル・アウセムがロシア革命軍事会議野戦本部登録局（軍諜報部）を辞任した後、その後任となる。彼の在任期間は短かったが、事後15年間に渡り、ラトゥイシュ系のボリシェヴィキが軍諜報部を支配することになる。1921年～1924年、ペトログラード貿易港長。1925年～1926年、ソビエト貿易船団（ソフトルグフロート）理事長、1926年～1928年、クズネツクストロイ社長、1931年～1937年、コミンテルン・ラトビア支部で働く。
ラトビア史の論文の著者。赤旗勲章を受章。